# Gedenkteken Muiderpoortstation
Het Gedenkteken Muiderpoortstation, ook wel Deportatiemonument Muiderpoortstation is een oorlogsmonument in Amsterdam-Oost, Oosterspoorplein
Het gedenkteken is in 2002 geplaatst ter nagedachtenis aan de meer dan 11.000 Joden die vanaf Station Amsterdam Muiderpoort in eerste instantie naar het doorgangskamp Westerbork werden gedeporteerd. Degenen die dat kamp wisten te overleven (dat was haast iedereen) werden verder afgevoerd naar de concentratie- en vernietigingskampen van Nazi-Duitsland. Het monument bestaat uit twee delen, beide voorzien van grafische kunst van grafisch ontwerper Steffen Maas. In het perkje staat een plaquette met de tekst (citaat):
Muiderpoortstation
Vanaf dit station zijn tussen
3 oktober 1942 en 26 mei 1944
ruim elfduizend joden naar het
doorgangskamp Westerbork weggevoerd.
De meesten zijn vermoord in de
vernietigingskampen in Midden-Europa.
Het tweede deel is te vinden op een gedenkbankje juist buiten het perkje. In een voor deze wijk standaard metalen bankje met drie zetels is in de middelste leuning en zetel de tekst uitgefreesd (citaat):
Muiderpoortstation
Tocht er door hun schimmen
Nog een stroom van lang,
Lang vergeten namen
Lang vergeten ogen?
Zullen wij nog weten
Dat we ons vergeten
Zijn vergeten
Viktor E. van Vriesland
De tekst (eerste vier regels in leuning, laatste drie in zitbankje) is afkomstig uit de dichtbundel Bijbedoelingen van de dichter, Victor Emanuel van Vriesland, hier met de variant met de “k” in de voornaam. Burgemeester Job Cohen onthulde het op 3 oktober 2002 in bijzijn van enkele deelraadbestuurders, leden van het Nederlands Auschwitz Comité en een enkele overlevende.

## Afbeeldingen

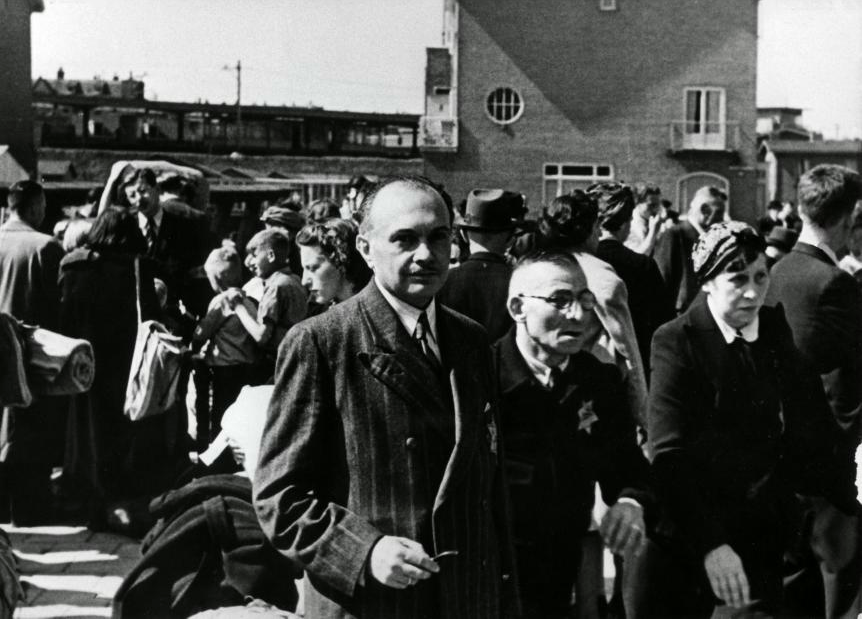
Deportatie joden (ongedateerd)
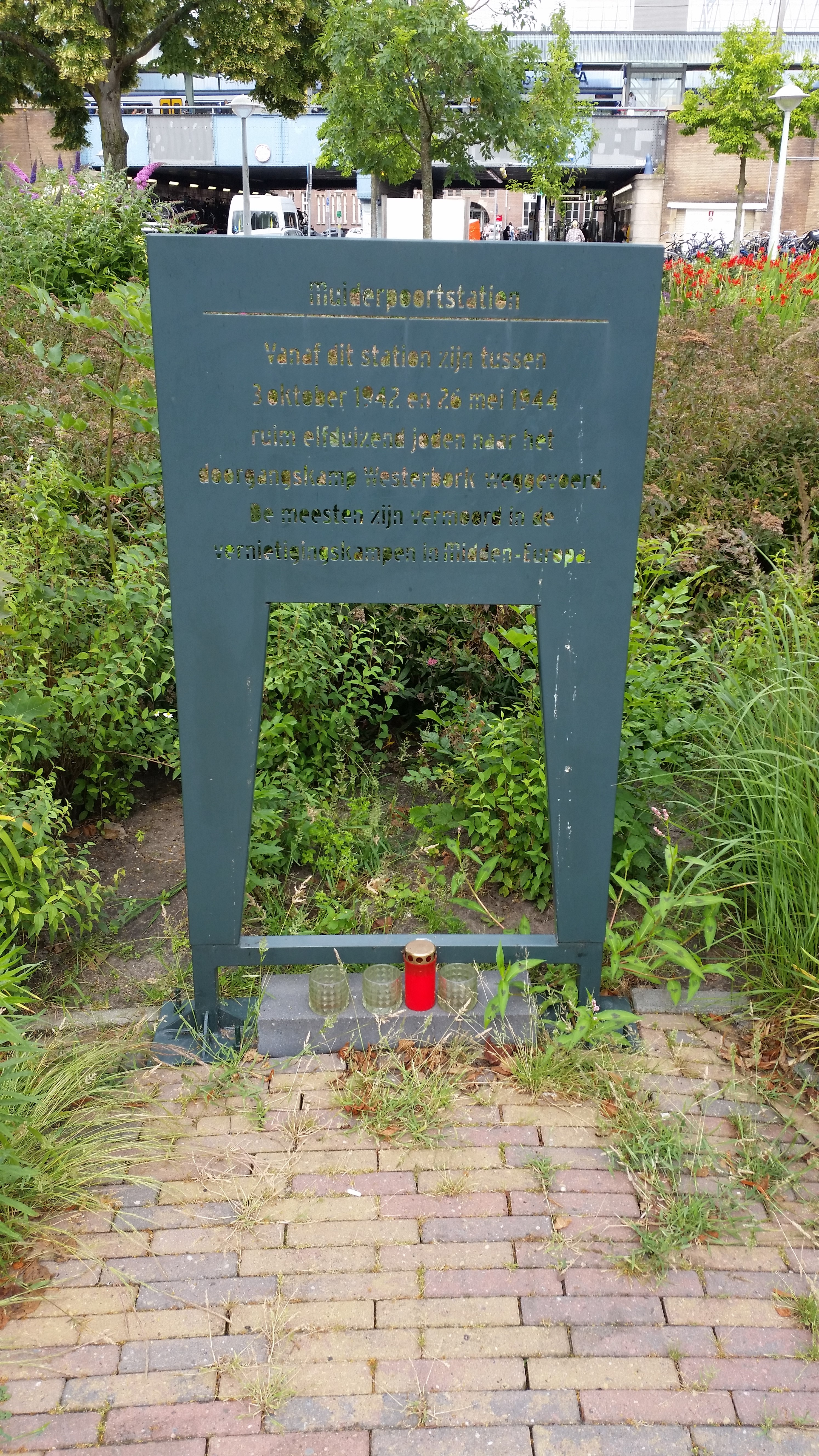
Plaquette (juli 2019)
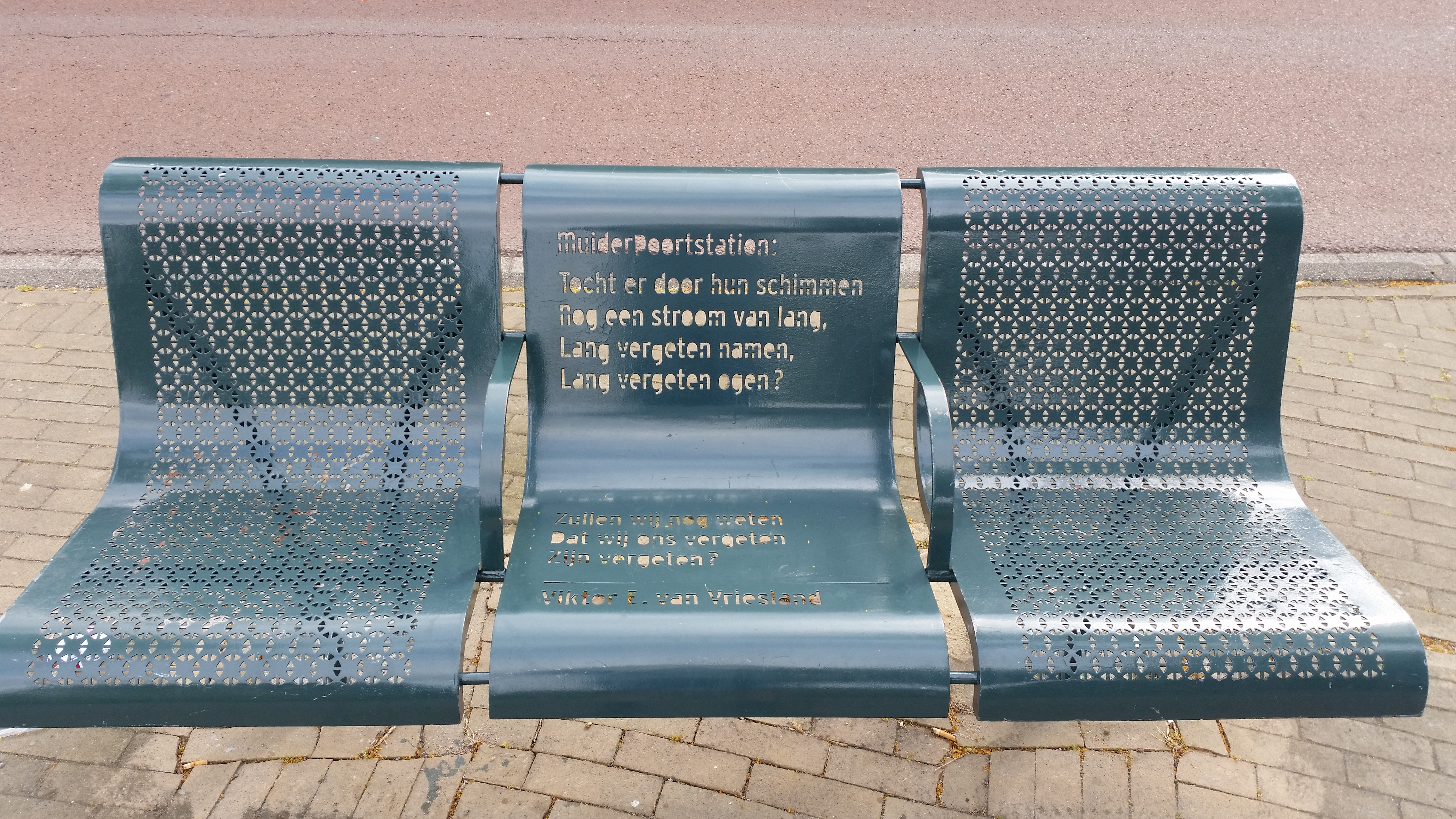
Zitbankje (juli 2019)